# Al-Walid I

Grote moskee van Damascus

Al-Walid ibn Abd al-Malik (Arabisch: الوليد بن عبد الملك) ook bekend als Al-Walid I (668 - 715) was een lid van de dynastie van de Omajjaden, die als kalief regeerde van 705 - 715. 
Al-Walid I was de oudste zoon van Abd al-Malik en volgde hem op bij diens dood. Hij liet, net als zijn vader, het daadwerkelijke regeren over aan Al-Hajjaj ibn Yusuf. Tijdens zijn regeerperiode werden Transoxianië en Sindh veroverd en begon Tariq ibn Zijad met de verovering van het Iberisch schiereiland, later omgedoopt tot Al-Andalus.
Al-Walid bleek een succesvol heerser te zijn. Hij bouwde ziekenhuizen, scholen en educatieve instellingen. 
Hij renoveerde de Moskee van de Profeet in Medina. Hij bouwde de Grote moskee van Damascus op de plek waar toen de Basiliek van Johannes de Doper stond. In Aleppo bouwde hij de Grote moskee van Aleppo. In Jemen bouwde hij de Grote moskee van Sanaa.
Ook bouwde hij verschillende van de woestijnkastelen. Het badhuis Quseir Amra, dat ook tot de woestijnkastelen wordt gerekend, staat op de werelderfgoedlijst van UNESCO. 
Daarnaast stond al-Walid bekend om zijn vroomheid. 
Al-Walid werd opgevolgd door zijn broer Suleiman ibn Abd al-Malik.